# Quebec Magnetic
Quebec Magnetic ist ein Video- und Livealbum der US-amerikanischen Metal-Band Metallica. Es erschien am 11. Dezember 2012 über die Labels Universal Music und Blackened Recordings. Die DVD ist von der FSK ab 12 Jahren freigegeben.

## Inhalt
Das Album enthält Live-Mitschnitte von den Konzerten der Band am 31. Oktober und 1. November 2009 vor 16.000 Zuschauern im Colisée Pepsi in Québec, Kanada. Mit acht Liedern wurden die meisten vom zugehörigen Studioalbum Death Magnetic entnommen. Je vier der gespielten Songs stammen von den Studioalben Metallica, Master of Puppets und Kill ’Em All. Weitere Tracks wurden den Alben Garage Inc. (drei Titel), …And Justice for All (zwei Stücke) sowie Ride the Lightning (ein Lied) entnommen.
Neben dem Konzert enthält die DVD Band- und Fan-Interviews.

## Covergestaltung
Das Albumcover zeigt James Hetfield auf der Bühne. Er hält seine Gitarre in der Hand und lehnt sich zurück, während er von einem Scheinwerfer angestrahlt wird. Im oberen Teil des Bildes befindet sich der graue Buchstabe M in Blitzform. Der Hintergrund ist schwarz gehalten.

## Titelliste
DVD 1:
| #  | Titel                     | Länge | Album                |
| -- | ------------------------- | ----- | -------------------- |
| 1  | The Ecstasy of Gold       | 1:36  |                      |
| 2  | That Was Just Your Life   | 7:08  | Death Magnetic       |
| 3  | The End of the Line       | 7:45  | Death Magnetic       |
| 4  | The Four Horsemen         | 5:26  | Kill ’Em All         |
| 5  | The Shortest Straw        | 6:09  | …And Justice for All |
| 6  | One                       | 7:53  | …And Justice for All |
| 7  | Broken, Beat & Scarred    | 8:25  | Death Magnetic       |
| 8  | My Apocalypse             | 6:44  | Death Magnetic       |
| 9  | Sad but True              | 6:00  | Metallica            |
| 10 | Welcome Home (Sanitarium) | 6:09  | Master of Puppets    |
| 11 | The Judas Kiss            | 9:48  | Death Magnetic       |
| 12 | The Day That Never Comes  | 7:57  | Death Magnetic       |
| 13 | Master of Puppets         | 8:05  | Master of Puppets    |
| 14 | Battery                   | 7:05  | Master of Puppets    |
| 15 | Nothing Else Matters      | 5:45  | Metallica            |
| 16 | Enter Sandman             | 8:49  | Metallica            |
| 17 | Killing Time              | 2:55  | Garage Inc.          |
| 18 | Whiplash                  | 7:04  | Kill ’Em All         |
| 19 | Seek & Destroy            | 7:10  | Kill ’Em All         |

DVD 2:
| # | Titel                                               | Länge | Album              |
| - | --------------------------------------------------- | ----- | ------------------ |
| 1 | For Whom the Bell Tolls                             | 5:06  | Ride the Lightning |
| 2 | Holier Than Thou                                    | 3:45  | Metallica          |
| 3 | Cyanide                                             | 6:58  | Death Magnetic     |
| 4 | Turn the Page                                       | 5:18  | Garage Inc.        |
| 5 | All Nightmare Long                                  | 7:51  | Death Magnetic     |
| 6 | Damage, Inc.                                        | 5:18  | Master of Puppets  |
| 7 | Breadfan                                            | 4:08  | Garage Inc.        |
| 8 | Phantom Lord                                        | 3:38  | Kill ’Em All       |
| 9 | Quebec City Love Letters (Band- und Fan-Interviews) | 8:09  |                    |

## Chartplatzierungen und Auszeichnungen
Das Videoalbum stieg am 21. Dezember 2012 auf Platz 29 in die deutschen Charts ein und belegte in den folgenden Wochen die Ränge 68 und 75. Insgesamt konnte es sich fünf Wochen in den Top 100 halten. In den Schweizer Musik-DVD-Charts erreichte es Position 1, in Österreich Platz 2, in den USA Rang 3 und in Großbritannien Position 9.
| Land/Region        | Auszeichnungen für Musikverkäufe (Land/Region, Auszeichnung, Verkäufe) | Verkäufe |
| ------------------ | ---------------------------------------------------------------------- | -------- |
| Australien (ARIA)  | Platin                                                                 | 15.000   |
| Belgien (BRMA)     | Platin                                                                 | 30.000   |
| Deutschland (BVMI) | Gold                                                                   | 25.000   |
| Polen (ZPAV)       | Platin                                                                 | 10.000   |
| Insgesamt          | 1× Gold · 3× Platin ·                                                  | 80.000   |

Hauptartikel: Metallica/Auszeichnungen für Musikverkäufe

## Rezeption
| Professionelle Bewertungen | Professionelle Bewertungen |
| -------------------------- | -------------------------- |
| Kritiken                   |                            |
| Quelle                     | Bewertung                  |
| laut.de                    | [ 3 ]                      |

Die Internetseite laut.de bewertete das Album mit drei von möglichen fünf Punkten: Es wurde bemängelt, dass die Performance größtenteils sehr statisch wirke und die richtige Liveatmosphäre erst gegen Ende aufkomme, wenn die Klassiker gespielt würden.